# Mārtiņš Rubenis
Mārtiņš Rubenis (ur. 26 września 1978 w Rydze) – saneczkarz łotewski, medalista mistrzostw świata i igrzysk olimpijskich.

## Kariera
Uprawiał saneczkarstwo na torach lodowych od 11. roku życia. Z zawodu jest żołnierzem. Pierwszy sukces w karierze osiągnął w 1998 roku, kiedy zwyciężył w jedynkach podczas mistrzostw świata juniorów w Siguldzie. Na rozgrywanych pięć lat później mistrzostwach świata w tej samej miejscowości Rubenis zajął drugie miejsce w jedynkach. W zawodach tych rozdzielił na podium Włocha Armina Zöggelera oraz Austriaka Rainera Margreitera. Na tej samej imprezie wywalczył także srebrny medal w zawodach drużynowych. Zdobył też brązowy medal w jedynkach podczas mistrzostw świata w Nagano w 2004 roku. Wyprzedzili go tam Niemcy: David Möller i Georg Hackl.
W 1998 roku wystartował na igrzyskach olimpijskich w Nagano, zajmując czternaste miejsce. Na rozgrywanych cztery lata później igrzyskach w Salt Lake City nie ukończył rywalizacji, jednak podczas igrzysk w Turynie w 2006 roku wywalczył brązowy medal. Uplasował się tam za Zöggelerem oraz Rosjaninem Albertem Diemczenko. Był to nie tylko pierwszy w historii medal olimpijski dla Łotwy w saneczkarstwie, ale także pierwszy łotewski medal w historii zimowych igrzysk olimpijskich. Rywalizację w jedynkach podczas igrzysk w Vancouver zakończył na jedenastej pozycji. Wziął też udział w igrzyskach olimpijskich w Soczi, gdzie w jedynkach był dziesiąty. Wspólnie jednak z Elīzą Tīrumą, Andrisem Šicsem i Jurisem Šicsem zdobył brązowy medal w zawodach drużynowych.
W zawodach Pucharu Świata łącznie osiem razy stawał na podium (sześciokrotnie w jedynkach i dwukrotnie w zawodach drużynowych). Najlepsze wyniki osiągnął w sezonie 2006/2007, kiedy zajął szóste miejsce w klasyfikacji generalnej. W 2014 roku zakończył karierę.

## Osiągnięcia

### Igrzyska olimpijskie
| Rok  | Miejsce        | Jedynki | Sztafeta       |
| ---- | -------------- | ------- | -------------- |
| 1998 | Nagano         | 14.     | nie rozgrywano |
| 2002 | Salt Lake City | DNF     | nie rozgrywano |
| 2006 | Turyn          | brąz    | nie rozgrywano |
| 2010 | Vancouver      | 11.     | nie rozgrywano |
| 2014 | Soczi          | 10.     | brąz           |

### Mistrzostwa świata
| Rok  | Miejsce      | Jedynki | Drużyna mieszana |
| ---- | ------------ | ------- | ---------------- |
| 2000 | Sankt Moritz | 11.     | 10.              |
| 2001 | Calgary      | 29.     | -                |
| 2003 | Sigulda      | 2.      | 2.               |
| 2004 | Nagano       | 3.      | -                |
| 2005 | Park City    | 11.     | 10.              |
| 2007 | Innsbruck    | 7.      | 6.               |
| 2008 | Oberhof      | 21.     | -                |
| 2009 | Lake Placid  | 24.     | -                |
| 2011 | Cesana       | 10.     | odwołano         |
| 2012 | Altenberg    | 19.     | -                |
| 2013 | Whistler     | 12.     | -                |

### Puchar Świata

#### Miejsca w klasyfikacji generalnej
| Sezon     | Miejsce |
| --------- | ------- |
| 1999/2000 | 18.     |
| 2000/2001 | 25.     |
| 2001/2002 | 15.     |
| 2002/2003 | 34.     |
| 2003/2004 | 18.     |
| 2004/2005 | 13.     |
| 2005/2006 | 11.     |
| 2006/2007 | 6.      |
| 2007/2008 | 18.     |
| 2008/2009 | 29.     |
| 2009/2010 | 24.     |
| 2010/2011 | 29.     |
| 2011/2012 | 31.     |
| 2012/2013 | 14.     |
| 2013/2014 | 13.     |